# Esprehmer Moor
Das Esprehmer Moor ist ein Naturschutzgebiet in der schleswig-holsteinischen Gemeinde Borgwedel im Kreis Schleswig-Flensburg.
Das etwa 37,6 Hektar große Naturschutzgebiet ist unter der Nummer 65 in das Verzeichnis der Naturschutzgebiete des Ministeriums für Landwirtschaft, Umwelt und ländliche Räume eingetragen. Es wurde 1965 ausgewiesen (Datum der Verordnung: 29. Juli 1965). Zuständige untere Naturschutzbehörde ist der Kreis Schleswig-Flensburg.
Das Naturschutzgebiet liegt südöstlich von Schleswig im Naturpark Schlei. Es stellt den Rest eines Hochmoores inmitten einer landwirtschaftlich genutzten Landschaft am Rand der Hüttener Berge unter Schutz. Das Moor entstand aus einem ehemaligen See, der im Laufe der Zeit verlandete.
Das ehemals 400 Hektar große Moor wurde seit dem 18. Jahrhundert entwässert und abgetorft. Ende der 1960er Jahre wurde es fast vollständig kultiviert. Übrig blieb eine Moorfläche im Osten des ehemaligen Moores. Die hier erhaltene Moorfläche und bäuerlichen Handtorfstiche sind Lebensraum von Feuchtheiden und Torfmoosen. Hier kommen u. a. Schmalblättriges und Scheidiges Wollgras, Weißes Schnabelried, Rosmarinheide, Rundblättriger Sonnentau und Pfeifengras vor. Das Moor ist u. a. Lebensraum für Hochmoorbläuling, Moorfrosch, Kreuzotter und Ringelnatter, Krickente, Wiesenweihe und Goldregenpfeifer. In den 1980er Jahren wurden im Zentrum der Moorfläche umfangreiche Pflege- und Renaturierungsmaßnahmen durchgeführt, so dass das Moor heute weitgehend baumfrei mit Moorheiden, vergrasten Moorflächen und Torfstichen mit Hochmoorregeneration ist. An einigen Stellen befinden sich Wasserflächen. In den Randbereichen ist Gehölzaufwuchs zu finden.
Östlich und westlich des Naturschutzgebietes, das vom Landesjagdverband Schleswig-Holstein betreut wird, verlaufen Wege. An mehreren Stellen befinden sich Informationstafeln.

## Bilder

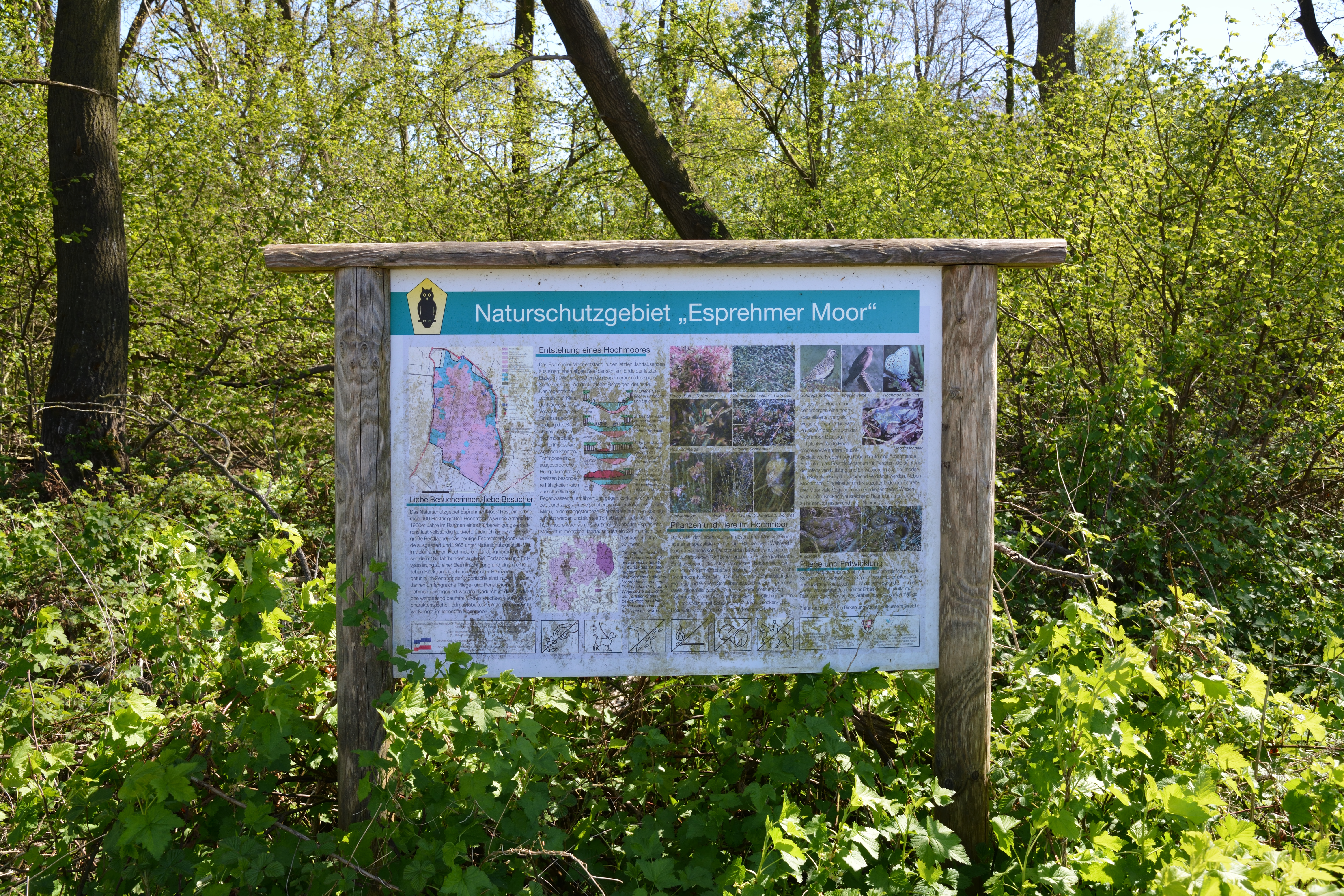
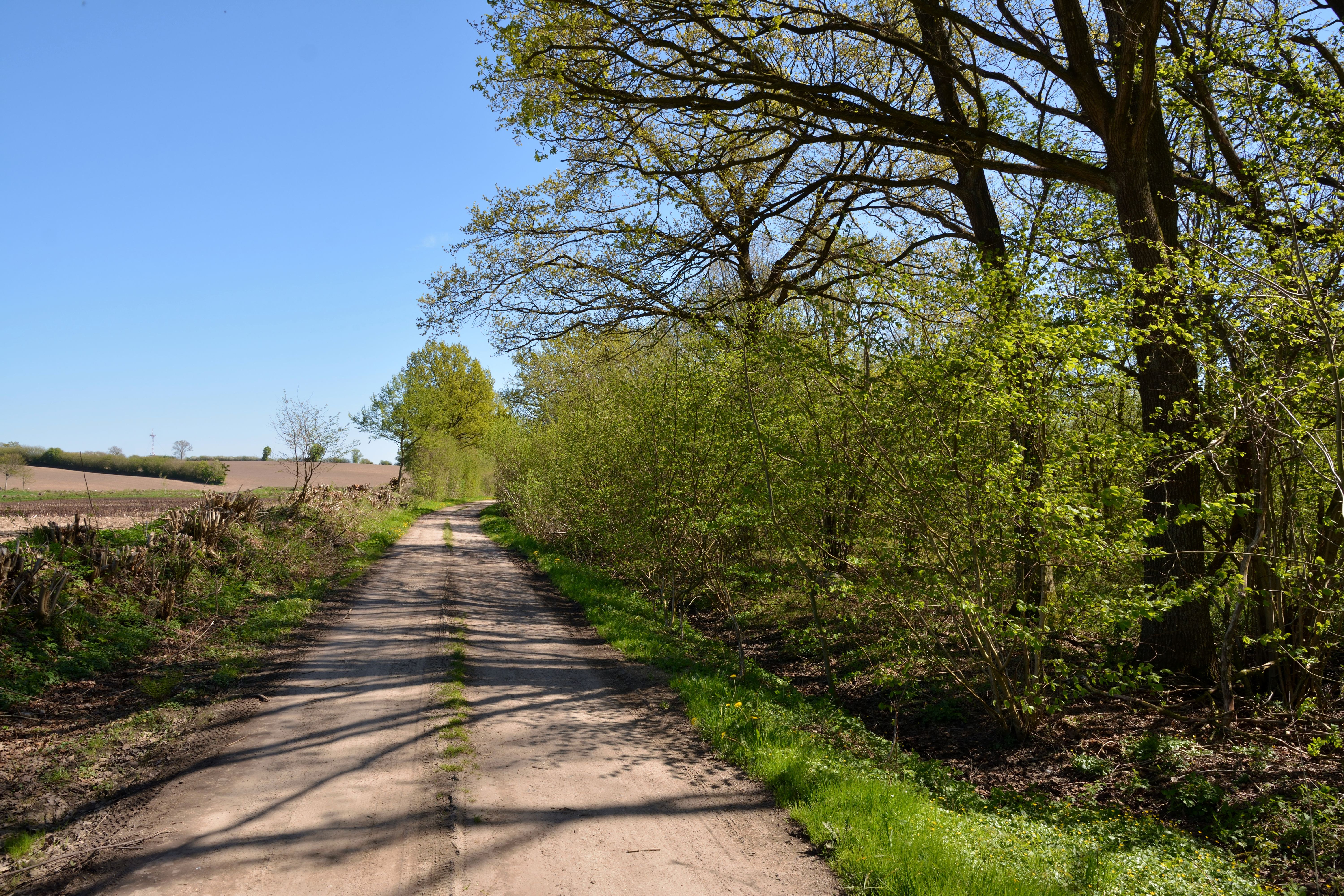
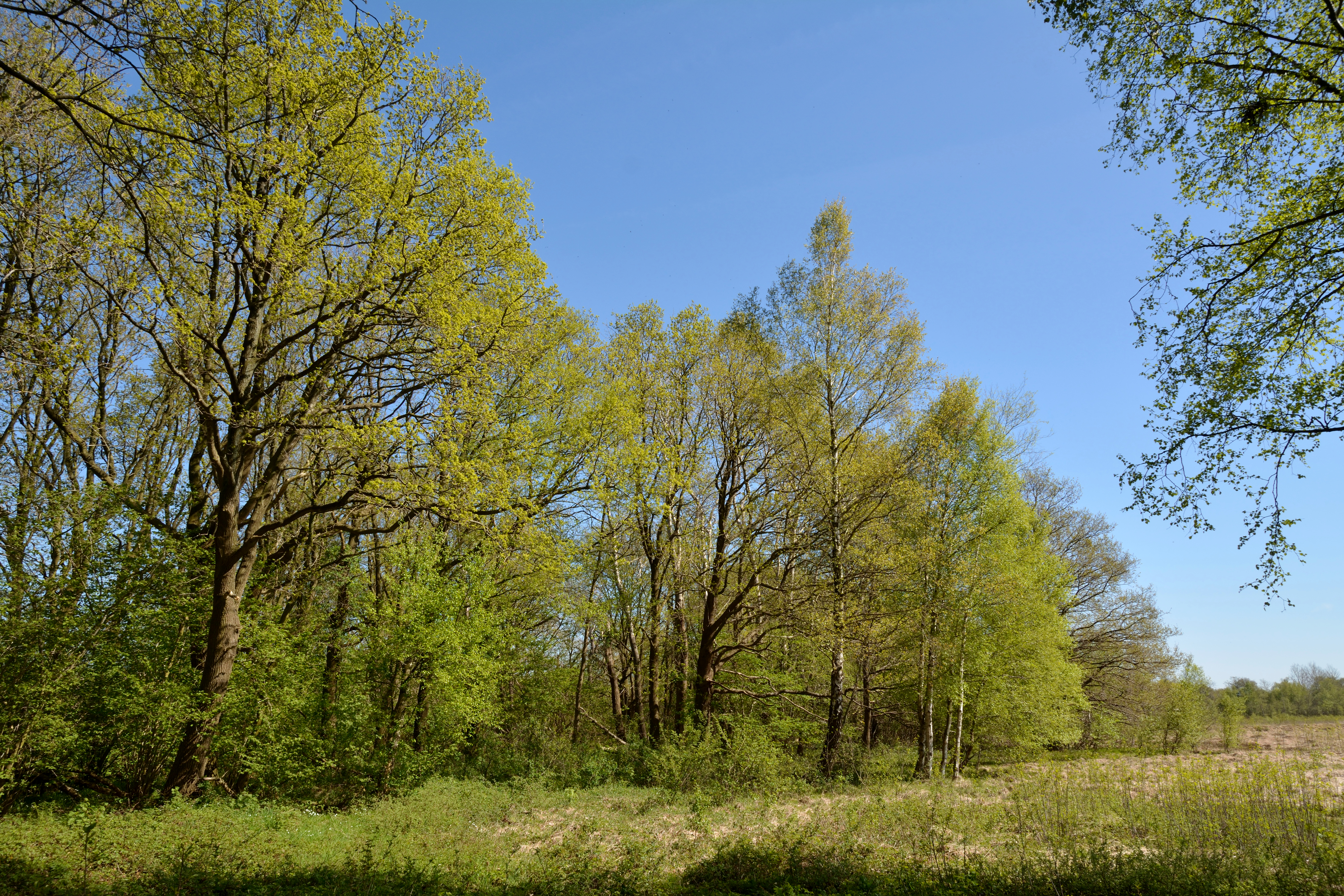
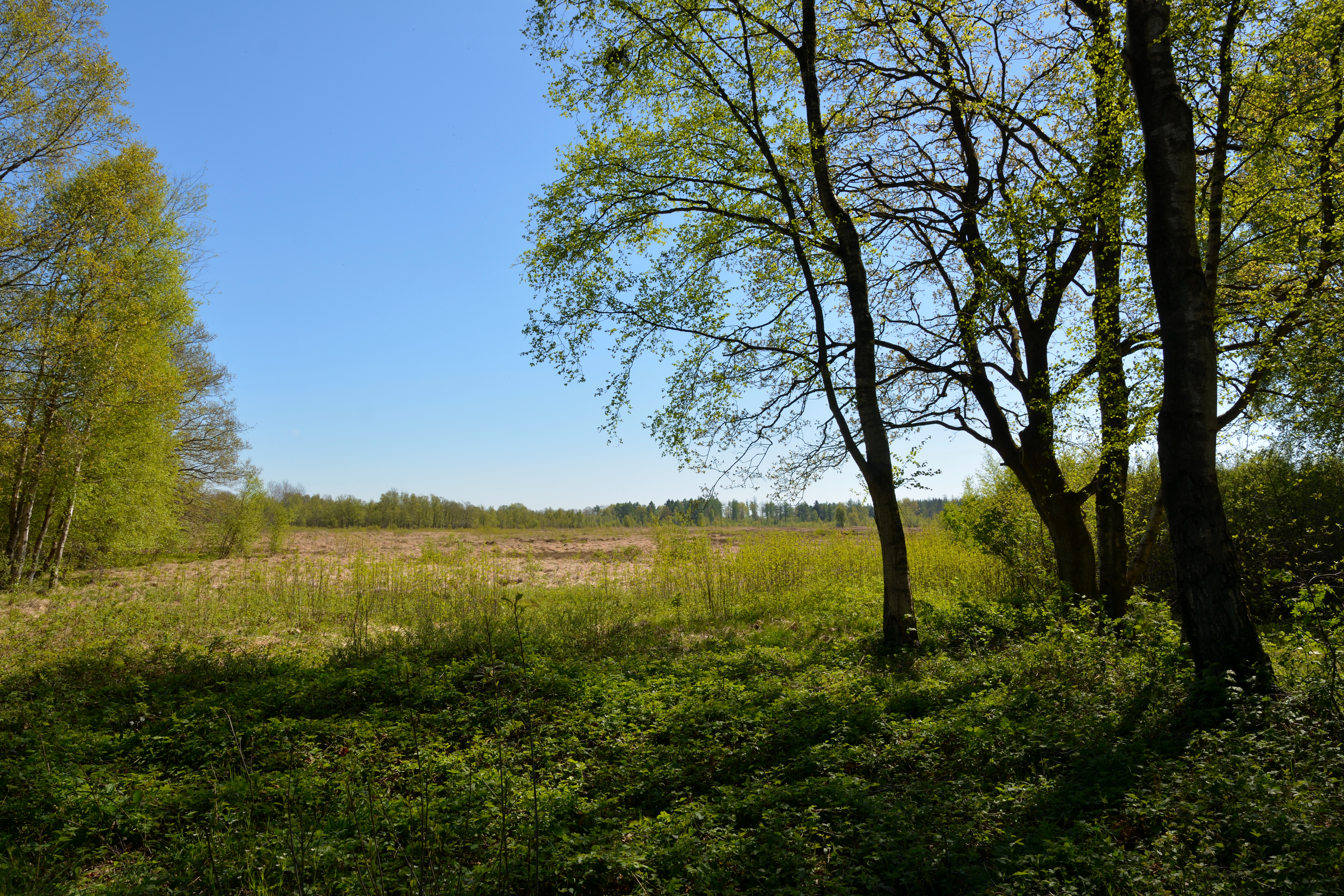